# بهير العليا
بهیر العلیاء (ملاثاني) (بالفارسية: بحیر علیا) هي منطقة سكنية تقع في إيران في قسم ملاثاني الريفي. يقدر عدد سكانها بـ 141 نسمة.